# Unidad de Restitución de Tierras
La Unidad Administrativa Especial de Gestión de Restitución de Tierras Despojadas o simplemente Unidad de Restitución de Tierras (URT) de Colombia es una institución creada en enero de 2012, a través de la Ley 1448 de 2011, conocida comúnmente como Ley de Víctimas y Restitución de Tierras con el fin de lograr la restitución jurídica y material de las tierras despojadas en el marco del Conflicto Armado en Colombia. 
Es una entidad administrativa adscrita al Ministerio de Agricultura y Desarrollo Rural que tiene como objetivo central la restitución de tierras de los despojados y llevar a cabo el Registro Único de Tierras Despojadas. Esto significa que la unidad es la encargada de diseñar y administrar el Registro de Tierras Despojadas y Abandonadas, en donde se inscriben el predio, el sujeto de restitución, su relación jurídica con la tierra y su familia.

## Responsabilidad
La Unidad es responsable de llevar a cabo, a nombre de las víctimas, las solicitudes o demandas de restitución ante los Jueces y/o Magistrados de Restitución de Tierras. En caso de no ser posible la restitución, y previa orden judicial, la Unidad deberá compensar a la víctima y a los terceros de buena fe que exenta de culpa. 
La Unidad no puede interferir en las decisiones judiciales relacionadas con la restitución de tierras, que en todo caso son responsabilidad de los Jueces y Magistrados especializados en restitución de tierras, quienes deben tomar las decisiones y pretensiones conexas a la reparación integral. Este proceso se decide en única instancia y de manera definitiva. El Estado conservará el poder sobre la tierra en tanto se garantice  goce efectivo de la tierra, entiéndase como pleno derecho de propiedad del sujeto de restitución.

## Misión
La misión de la entidad es ser la institución del Gobierno Nacional que actúa como órgano administrativo de la restitución de tierras y territorios permitiendo la protección y el reconocimiento de los derechos y la reparación integral a las víctimas de despojo y abandono forzado, aportando al desarrollo rural y a la construcción de la paz.

## Visión
La Unidad espera para el 2031 haber contribuido a la reparación integral de las víctimas de abandono y despojo forzado, al desarrollo rural y a la construcción de paz en Colombia, a partir del goce del derecho fundamental a la restitución jurídica y material de tierras y territorios.

## Funciones
- Diseñar, administrar y conservar el Registro de Tierras Despojadas y Abandonadas Forzosamente de conformidad con la ley.
- Incluir en el registro las tierras despojadas y abandonadas forzosamente, de oficio o a solicitud de parte y certificar su inscripción en el registro.
- Acopiar las pruebas de despojos y abandonos forzados sobre los predios para presentarlas en los procesos de restitución de tierras.
- Identificar física y jurídicamente, los predios que no cuenten con información catastral o registral y ordenar a la Oficina de Registro de Instrumentos Públicos la consecuente apertura de folio de matrícula a nombre de la Nación y que se les asigne un número de matrícula inmobiliaria.
- Tramitar ante las autoridades competentes los procesos de restitución de predios de los despojados o de formalización de predios abandonados en nombre de los titulares de la acción, en los casos previstos la ley.
- Pagar en nombre del Estado las sumas ordenadas en las sentencias de los procesos de restitución a favor de los terceros de buena fe exenta de culpa.
- Pagar a los despojados y desplazados las compensaciones a que haya lugar cuando, en casos particulares, no sea posible restituirles los predios, de conformidad con el reglamento que expida el Gobierno Nacional.
- Formular y ejecutar programas de alivios de pasivos asociados a los predios restituidos y formalizados.
- Crear y administrar programas de subsidios a favor de los restituidos o de quienes se les formalicen los predios de conformidad con este capítulo, para la cancelación de los impuestos territoriales y nacionales relacionados directamente con los predios restituidos y el alivio de créditos asociados al predio restituido o formalizado.[4]

## Registro Único de Predios y Territorios Abandonados
El Registro Único de Predios y Territorios Abandonados (RUPTA) es un instrumento que les permite a las víctimas de desplazamiento forzado a causa de la violencia obtener la protección jurídica de las relaciones de propiedad, posesión u ocupación sobre inmuebles, que hayan dejado abandonados por culpa de algún actor armado. 
La inscripción en el RUPTA tiene como finalidad impedir el registro de actos que impliquen la transferencia del derecho de dominio de los inmuebles rurales y urbanos. Se deberán inscribir el solicitante y su relación jurídica con el predio objeto de la medida.

## Dependencias
- Oficina asesora de Planeación.
- Oficina asesora de Comunicaciones.
- Oficina Tecnologías de la Información.
  - Grupo de Sistemas de información.
  - Grupo de Servicios tecnológicos.
- Oficina de Control interno.
- Subdirección general.
  - Grupo de Gestión de Prevención, Protección y Seguridad.
  - Grupo de Cumplimiento de órdenes judiciales y Articulación Interinstitucional.
  - Dirección Jurídica de Restitución.
    - Grupo de Gestión de Registro y Procesos Judiciales de Restitución.
    - Grupo de Análisis y Acompañamiento jurídico.

  - Dirección Social
    - Grupo de Asuntos Indígenas y Rom.
    - Grupo de Asuntos de Comunidades Negras, Afrocolombiana, Raizales y Palenqueras.
    - Dirección Catastral y de Análisis.
    - Direcciones Territoriales.

  - Secretaría General.
    - Grupo de Gestión Económica y Financiera.
    - Grupo de Gestión en Contratación e Inteligencia de Mercado.
    - Grupo de Gestión de Seguimiento y Operación Administrativa.
    - Grupo de Gestión de Talento y Desarrollo Humano.
    - Grupo de Atención y Servicio al Ciudadano.[6]